# 蒂利妮·贾亚辛哈
蒂利妮·贾亚辛哈（英語：Thilini Jayasinghe，1985年1月15日—），斯里蘭卡女子羽毛球運動員。

## 簡歷
2008年，蒂利妮·贾亚辛哈代表斯里蘭卡出戰北京奥运会羽毛球女子單打比賽，在首圈以0比2（13-21、12-21）負於越南的黎玉原绒出局。
2012年，蒂利妮·贾亚辛哈代表斯里蘭卡出戰英國倫敦舉行的奥林匹克运动会羽毛球比賽女子單打項目，在小組賽階段先後以0比2負於泰國的拉差诺·因达农和葡萄牙的特尔玛·桑托斯，兩戰全敗出局。

## 主要比賽成績

### 奧運會和世錦賽參賽紀錄
|          | 搭檔              | 2007 | 2008         | 2009 | 2010 | 2011 | 2012       |
| -------- | ----------------- | ---- | ------------ | ---- | ---- | ---- | ---------- |
| 女子單打 | －                | －   | 第一輪(64強) | －   | －   | －   | 小組第三名 |
|          |                   |      |              |      |      |      |            |
| 女子雙打 | Nadeesha Gayanthi | 48強 | －           | －   | －   | －   | －         |